# Качели (картина Ренуара)
«Качели» (фр. La balançoire) — картина, написанная в 1876 году французским художником Пьером Огюстом Ренуаром (Pierre-Auguste Renoir, 1841—1919). Размер картины — 92 × 73 см, размер рамы — 111 × 92 см.

## История

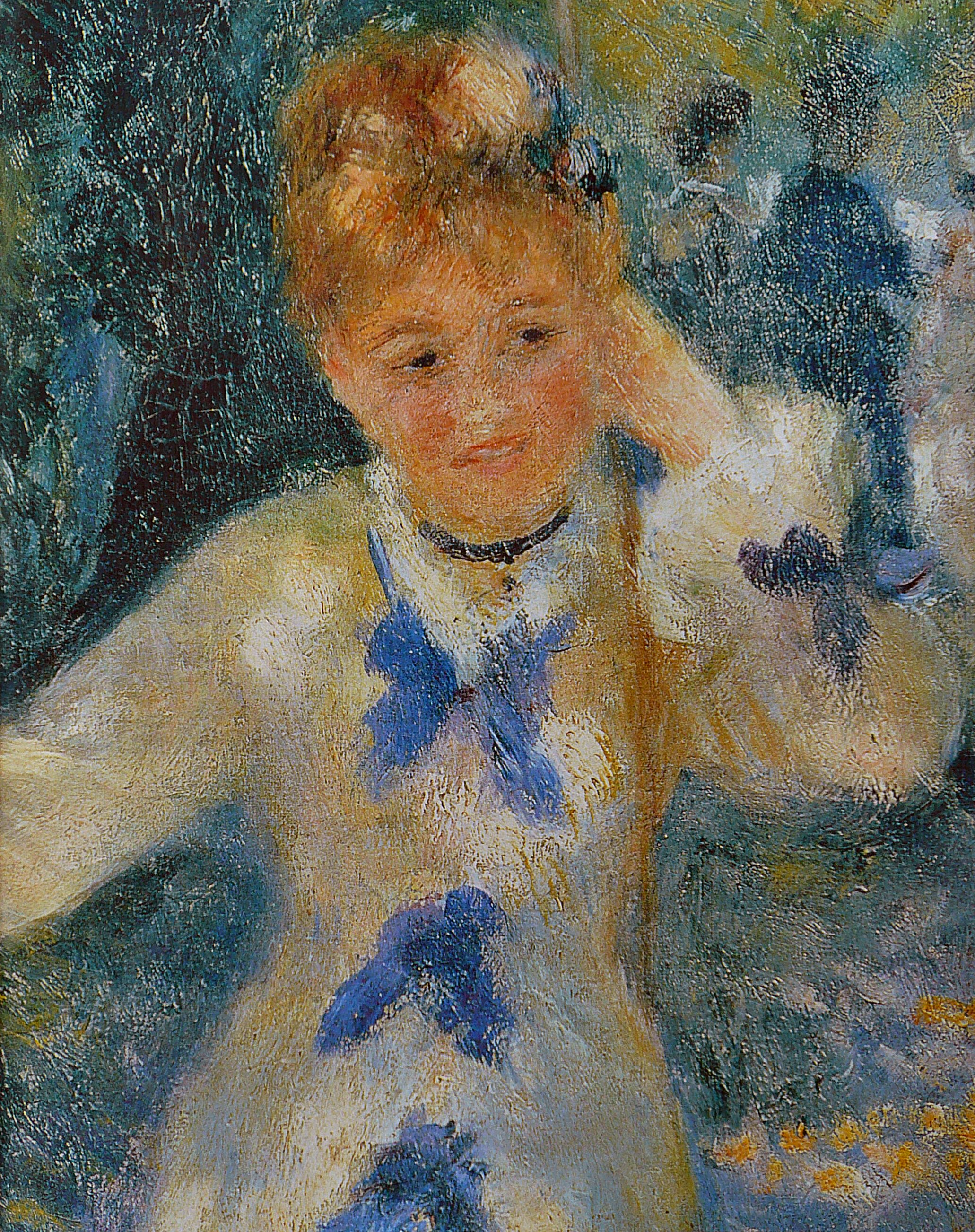
Деталь картины «Качели»

Эта картина была выставлена на 3-й выставке импрессионистов в 1877 году (вместе с картиной «Бал в Мулен де ла Галетт»). С 1877 года картина «Качели» находилась в коллекции французского художника и маршана  Гюстава Кайботта (Gustave Caillebotte). После его смерти в 1894 году она перешла в собственность государства и была передана в Музей в Люксембургском саду. С 1929 года картина находилась в собрании Лувра, а с 1947 года она выставлялась в национальной галерее Жё-де-Пом. В 1986 году картина была передана в Музей Орсе, где она и находится до сих пор.

## Описание
На картине изображена молодая женщина в бело-синем платье, стоящая на качелях, держась руками за их верёвки. Спиной к зрителю, по-видимому, беседуя с этой женщиной, стоит мужчина в синем пиджаке и соломенной шляпе. В левой части картины, у дерева, стоит другой мужчина, а также маленькая девочка. Сквозь листву пятнами пробиваются солнечные блики — аналогичный эффект был использован Ренуаром в картине «Бал в Мулен де ла Галетт».
Картина «Качели» была написана в саду мастерской Ренуара. Женщину, качающуюся на качелях, он писал, по-видимому, с Маргариты Легран (Marguerite Legrand) — натурщицы, с которой он познакомился в 1875 году, и которая также позировала для картины «Бал в Мулен де ла Галетт» (она умерла от оспы в феврале 1879 года). Моделями для мужчин послужили брат Ренуара Эдмон и художник Норберт Гёнётт.

## Критика
Биргит Хассе отметила сходство с работами Джеймса Тиссо, но она также заметила, что Тиссо обычно изображал моду высокого класса, тогда как Ренуар был неравнодушен к одежде рабочего класса, как это видно в «Качелях».
Жорж Ривьер сравнивал «Качели» с «Паломничеством на остров Киферу» Антуана Ватто. Неторопливую атмосферу картины также сравнивали с другой картиной Ренуара — «Бал в Мулен де ла Галетт».